# Neptis jamesoni
Neptis jamesoni is een vlinder uit de onderfamilie Limenitidinae van de familie Nymphalidae. De wetenschappelijke naam van de soort is voor het eerst geldig gepubliceerd in 1890 door Frederick DuCane Godman & Osbert Salvin.